# Nuku'atea
Nuku‘atea est un îlot du lagon de Wallis, à Wallis-et-Futuna. Il se trouve au sud de l'île, non loin de la passe Honikulu. Il est situé dans le district de Muʻa. Il ne faut pas le confondre avec l'îlot de Nukuteatea, situé au nord du lagon. L'îlot est à la libre utilisation du Kulitea, le ministre coutumier de la culture et de la communication. 
Du fait de sa position à l'entrée du lagon, il a souvent été le lieu de contacts avec l'extérieur : marchands européens en 1830, protestants venus de Niuatoputapu en 1835, ainsi que les missionnaires maristes français en 1837 qui finissent par convertir la population wallisienne en 1842. 

## Histoire

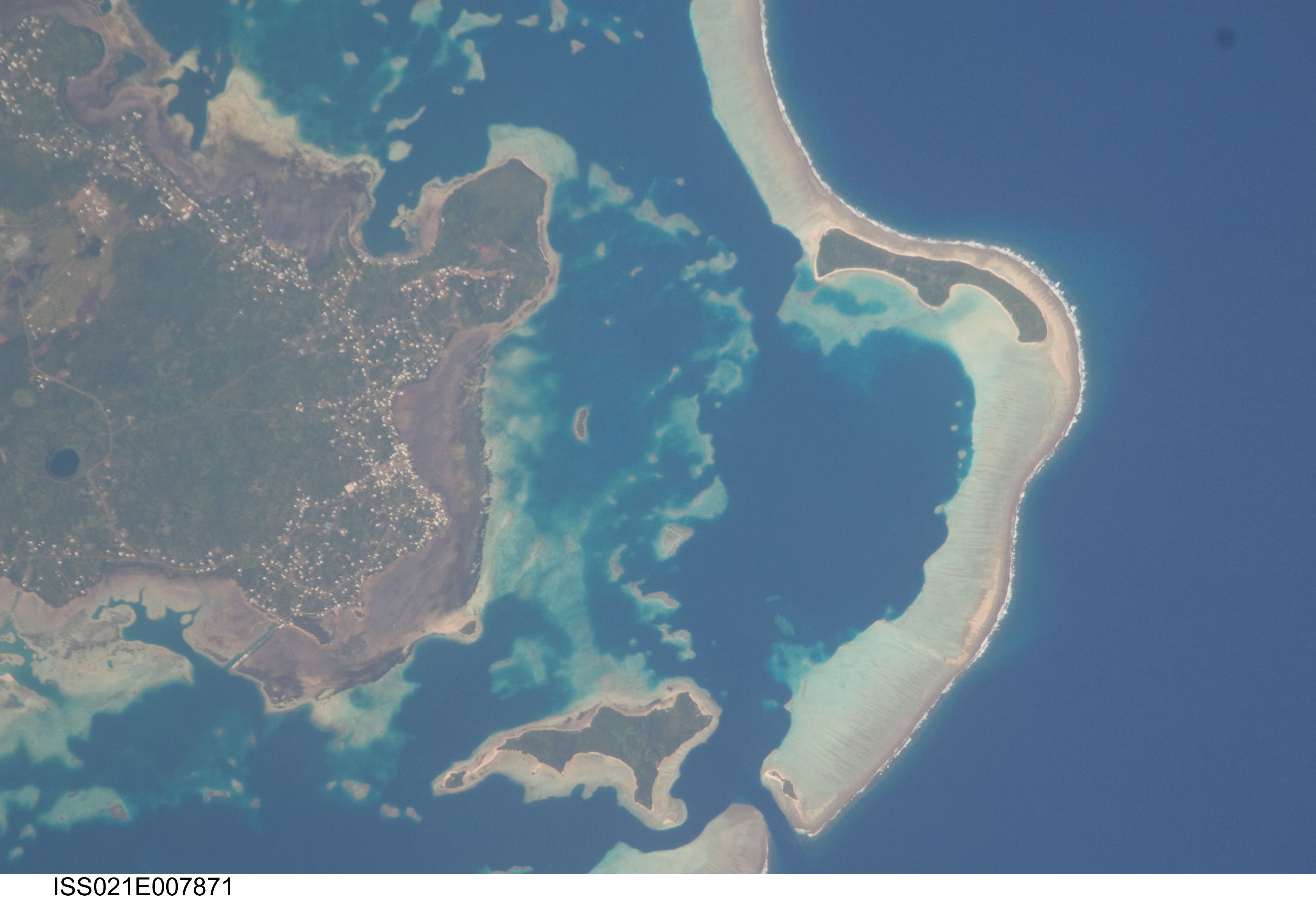
Nuku‘atea et l'îlot saint Christophe, au sud de Wallis (en bas au centre).

### XIXesiècle
Au XIXe siècle, le district de Muʻa était souvent visité par des navires européens. En 1830, le commerçant George Marina, métis espagnol, débarque à Wallis. Il emmène le chef Takala et plusieurs Wallisiennes jusqu'à Hawaï, où il recrute un équipage pour la pêche des holothuries (bêches de mer).  

Il revient à Wallis au début de 1831, et achète l'îlot Nuku‘atea au chef Takala en échange de pacotille (couteaux, haches, tissus et autres objets divers). Marina et son équipage hawaïen installent sur l'îlot une grande maison, un atelier de préparation des bêches de mer et des huttes pour loger les travailleurs. « Dès lors, les Européens se considèrent propriétaires à la mode occidentale de l'île et essayent de s'en réserver l'usage. Or, ce mode de possession exclusif n'existe pas dans la société traditionnelle wallisienne et les altercations commencent ». 

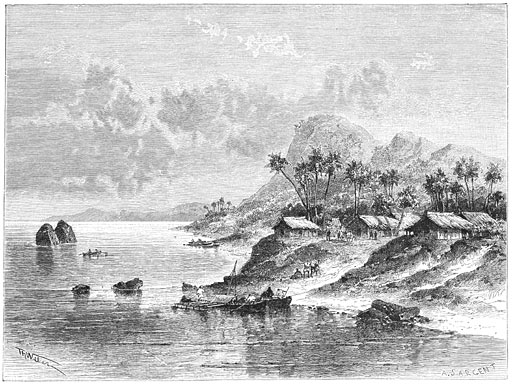
Camp des naufragés du navire lHermitte en 1874 sur l'îlot Nuku‘atea (gravure).

Rapidement, la situation dégénère en conflit armé. Marina et ses hommes attaquent la résidence royale, occasionnant plusieurs morts. Le chef Takala est nommé Lavelua, mais la population wallisienne n'accepte pas son autorité et Vaimua Takumasiva redevient le roi de Wallis. La victoire de Marina est de courte durée : fin janvier 1832, il est assassiné et une grande partie des Hawaïens sont massacrés.
En 1835, le chef tongien Gogo Ma'atu, de Niuatoputapu, débarque avec 45 hommes à Nuku‘atea, dans l'objectif de convertir les Wallisiens au protestantisme. Des liens familiaux unissent en effet Wallis et Niuatoputapu. Très vite, les relations se tendent entre Tongiens et Wallisiens (persécutions des nouveaux convertis, vols…) et en septembre, les premiers combats éclatent sur l'îlot de Nukuafo. Les Tongiens et leurs quelques soutiens se réfugient alors à Nukuatea et se retranchent dans le fort de Mataaho. Face à eux, plus de 1 800 Wallisiens les attaquent. Les Niuans se rendent, mais sont massacrés par surprise lors du kava de réconciliation.
En 1874, le navire français l'Hermitte fait naufrage à Wallis et les survivants se réfugient à Nuku‘atea.

### XXesiècle
Au XXe siècle, l'îlot sert d'espace de confinement et d'isolement pour les lépreux jusqu'aux années 1970. Une léproserie est prévue dès 1939 et est terminée le 7 mars 1941 ; une chapelle est également construite sur l'îlot.
En 1943, on compte plus de 70 lépreux à la suite de mesures d'hygiène prises par l'armée américaine. Pour cette raison, Nuku‘atea est parfois surnommé « l'îlot des lépreux ».